# Bomba, der Erbe Tarzans
Bomba, der Erbe Tarzans (Originaltitel: Killer Leopard) ist ein US-amerikanischer Abenteuerfilm aus dem Jahr 1954 von Ford Beebe. Produziert von Monogram ist er der elfte Film der 12-teiligen Reihe von Dschungelfilmen, basierend auf der Buchreihe Bomba, der Dschungelboy von Roy Rockwood.

## Handlung
In der Kleinstadt Laghaso am Rande des Dschungels engagiert der Amerikaner Fred Winters den Führer Charlie Pulham. Pulham soll ihn zu einer Diamantenmine führen, damit er dort illegal Edelsteine kaufen kann. Kurz nach ihrer Abreise kommt Freds Ehefrau Linda in Laghaso an. Linda, ein Filmstar, ist auf der Suche nach ihrem Mann und wird dabei von dem Nachtclubbesitzer Tony Gonzales unterstützt.
Der Dschungeljunge Bomba findet den Eingeborenen Jonas auf, der von einem schwarzen Leoparden angegriffen wurde. Bomba bringt den Verletzten zum Bezirkskommissar Barnes, der Jonas versorgt. Bomba will die Raubkatze jagen, bevor es zu weiteren Angriffen kommt. Gerade als er losziehen will, kommt Linda mit einem Boot an. Sie will sich zu einer Anlegestelle fahren lassen, wo sie ihren Mann vermutet. Da sich der Bootsführer verfahren hat, funkt Barnes die Anlegestelle an und erfährt, dass Fred mit einem Führer flussabwärts unterwegs sei. Linda erklärt Barnes, dass es in Hollywood Probleme gebe, die ihre und Freds Zukunft bedrohen. Bomba erklärt sich bereit, Fred zu folgen und ihn zu einem Treffpunkt zu führen. Barnes Assistent Eli soll derweil Linda zum Treffpunkt führen.
Der Leopard bedroht mittlerweile Freds und Charlies Lager. Bomba hört Schüsse und kann so Fred finden. Fred ist erstaunt, als er hört, dass seine Frau auf dem Weg zu ihm sei. Fred will Linda allerdings nicht sehen und ist extra Tausende von Kilometern gereist, um ihr aus dem Weg zu gehen. Er erklärt Charlie, dass er selber als Buchhalter arbeite und es leid sei, nur als Mrs. Winters Mann zu gelten. Bomba ist von Freds Verhalten verärgert und kappt die Bootsleinen, was die Weiterfahrt und damit das Treffen mit Linda verhindert. Linda und Eli werden indessen gezwungen, ihre Reise zu Fuß fortzusetzen, weil die Piste unbefahrbar ist. Als der Leopard droht, die beiden anzugreifen, kommt Bomba rechtzeitig hinzu. Bomba freundet sich mit Linda an und erzählt ihr nichts von Freds rüden Bemerkungen.
Zur gleichen Zeit wird Barnes von den Polizisten Maitland und Deevers aufgesucht. Auch diese beiden suchen Fred, der im Verdacht steht, Geld unterschlagen zu haben. Bomba und Linda haben mittlerweile Freds Lager erreicht. Fred und Charlie sind allerdings zu Fuß zur Mine weitergegangen. Nun erklärt Bomba Linda, dass Fred sie nicht sehen will. Linda hat Fred zu der Reise überredet, weil sie glaubt, eine zeitweise Trennung würde ihrer Ehe helfen. Als sie jedoch von dem Verdacht gegen Fred gehört hat, entschied sie sich, das Geld zurückzuzahlen und Fred nach Hause zu bringen.
Fred und Charlie erreichen die Mine und erwerben Diamanten im Wert von 20.000 Dollar von dem korrupten Vorarbeiter Saunders. Als Charlie mit Saunders alleine ist, fordert er ein Drittel des Geldes als Kommission. Als Charlie Saunders mit der Waffe bedroht, kann ihn Saunders in Notwehr töten. Die Leiche wirft er in eine Höhle. Um Charlies Abwesenheit zu erklären, erzählt er Fred, dass Charlie zur Polizei gegangen ist, um den Betrug anzuzeigen und eine Belohnung zu kassieren. Fred eilt zur Anlegestelle der Mine, um zu flüchten, stößt dort aber auf Bomba und Linda. Linda erklärt ihm, dass sie, obwohl sie nichts mehr für ihn empfinde, das unterschlagene Geld zurückzahlen werde. Dazu müsse er jedoch mit zurück nach Hollywood, um die Sachlage aufzuklären. Fred weigert sich, doch Bomba hält ihn auf, um ihn der Polizei auszuliefern. Genau in diesem Moment greift der Leopard an. Bomba bringt Linda und Fred in einer Höhle in Sicherheit und kann das Raubtier mit einem Messer töten. In der Höhle hat Fred Charlies Leiche gefunden und dessen Waffe an sich genommen. Als er gerade auf Bomba schießen will, tauchen Maitland und Deevers auf. Maitland schießt Fred die Waffe aus der Hand. Die Polizisten finden die illegal erworbenen Diamanten und nehmen Fred fest. Zudem verdächtigen sie ihn des Mordes an Charlie. Bomba verabschiedet sich von Linda und kehrt in den Dschungel zurück.

## Hintergrund

### Produktion
Gedreht wurde der Film Ende Mai 1954 im Los Angeles County Arboretum and Botanic Garden.

### Stab
Für das Szenenbild war Joseph Kish verantwortlich.

### Besetzung
Die Titelrolle des Bomba spielte wie in allen anderen Teilen Johnny Sheffield, der zuvor in acht Tarzan-Filmen an der Seite von Johnny Weissmüller dessen Adoptivsohn Boy darstellte.
In kleinen nicht im Abspann erwähnten Nebenrollen traten Harry Cording als Saunders und Bill Walker als Jonas auf. Ebenfalls unerwähnt blieb Charles Stevens als Tony Gonzales.

## Veröffentlichung
Die Premiere des Films fand am 22. August 1954 statt. In der Bundesrepublik Deutschland kam er am 11. Oktober 1957 in die Kinos.